# Джеймс Лио Хърлихи
Джеймс Лио Хърлихи (на английски: James Leo Harlihi) е американски актьор, драматург и писател, автор на бестселъри в жанра съвременен роман.

## Биография и творчество
Джеймс Лио Хърлихи е роден на 27 февруари 1927 г. в Детройт, Мичиган, САЩ. Баща му е строителен инженер и инспектор по строителството. Отраства в Детройт и Чикилоти, Охайо. Завършва гимназия „Джон Пършинг“. В периода 1944-1946 г. служи във Военноморския флот на САЩ, но никога не е участвал във военни действия през Втората световна война.
След уволнението си от армията в продължение на 2 години учи скулптура, живопис, музика и литература в колежа „Блек Маунтийн“ в Северна Каролина, като показва таланта си като актьор. Премества се в Южна Калифорния, където в периода 1948-1950 г. учи театрално майсторство в колежа към Театъра на Пасадена. В периода 1948-1952 г. участва в около 50 роли в театрите на Западния бряг.
Джеймс Хърлихи е гей и приятел на драматурга Тенеси Уилямс, който става негов наставник в литературата. Двамата прекарват доста време в Кий Уест, Флорида (1953-1973), и в Ню Йорк. През 1969 г. Хърлихи закупува в Кий Уест специална къща, която става сборен пункт на хипи движенията и на неговите приятели от света на изкуството. Основният дом на писателя е в квартала „Силвър Лейк“ на Лос Анджелис.
Първата му пиеса „Streetlight Sonata“ е публикувана през 1950 г. В периода 1953 г. и 1958 г. пише телевизионни сценарии. През 1958 г. е публикувана пиесата му „Blue Denim“ с герои двама размирни тийнейджъри. През 1959 г. тя е екранизирана в едноименния филм с участието на Керъл Линли и Брандън де Уайлд.
През 1960 г. е издаден романът му, в съавторство с Уилям Нобъл, „All Fall Down“. Той става бестселър и е екранизиран през 1962 г. в успешния едноименен филм с участието на Ева Мари Сейнт, Уорън Бийти и Карл Молдън.
През 1965 г. е издаден известният му роман „Среднощен каубой“, който получава одобрението и високата оценка на критиката, но не постига търговския успех на първия му роман. През 1969 г. е екранизиран в едноименния филм с участието на Дъстин Хофман, Джон Войт и Силвия Майлс, спечелил няколко награди „Оскар“.
В периода 1967 – 1968 г. преподава творческо писане в Колежа на Ню Йорк.
През 1971 г. е издаден последният му роман „The Season Of The Witch“ (Сезонът на вещиците), в който главен герой е 19-годишен младеж, който се отправя от Средния Запад към Ню Йорк с хомосексуалния си приятел.
Произведенията на писателя са продукт на неговата среда, повлияна от културата на 50-те и 60-те години на 20 век. Те отразяват младежките бунтове, ерозията на традиционното семейство, увеличаването на сексуалната свобода, включват темите на промяната, отчуждаването, и загубата на невинността, отразявайки възгледите на писателя успоредно на неговия личен живот.
В края на 60-те активно участва в движенията срещу Войната във Виетнам.
Джеймс Лио Хърлихи се самоубива със свръхдоза приспивателни на 21 октомври 1993 г. в Лос Анджелис.

## Произведения

### Самостоятелни романи
- All Fall Down (1960)
- Midnight Cowboy (1965)
Среднощен каубой, изд.: „Народна култура“, София (1981), прев. Мариана Неделчева
- The Season Of The Witch (1971)

### Пиеси
- Streetlight Sonata (1950)
- Moon in Capricorn (1953)
- Blue Denim (1958) – Уилям Нобъл
- Stop, You're Killing Me (1969)
- Crazy October (1970) – издадена и като „The Sleep of Baby Filbertson“

### Сборници
- The Sleep of Baby Filbertson and Other Stories (1959)
- A Story That Ends with a Scream (1967)

### Екранизации
- 1959 Blue Denim – по пиесата
- 1962 All Fall Down – по романа
- 1969 Среднощен каубой, Midnight Cowboy – по романа
- 1971 Thirty-Minute Theatre – ТВ сериал, 1 епизод „Terrible Jim Fitch“
- 1972 Bös, bös, Jo-Jo! – ТВ филм

### Филмография като актьор
- 1963 Route 66 – ТВ сериал, като Джими Ръсел
- 1963 In the French Style – като д-р Джон Хейслип
- 1981 Приятелите на Джорджия, Four Friends – като г-н Карнахан

### Книги за Джеймс Лио Хърлихи
- Understanding James Leo Herlihy (2012) – от Робърт Уорд